# Kruszewo-Wypychy
Kruszewo-Wypychy – wieś w Polsce położona w województwie podlaskim, w powiecie wysokomazowieckim, w gminie Sokoły.
Zaścianek szlachecki Wypychy należący do okolicy zaściankowej Kruszewo położony był w drugiej połowie XVII wieku w powiecie suraskim ziemi bielskiej województwa podlaskiego. W latach 1975–1998 miejscowość administracyjnie należała do województwa łomżyńskiego.
| SIMC    | Nazwa             | Rodzaj    |
| ------- | ----------------- | --------- |
| 0405949 | Nowosiółki-Sokoły | część wsi |

Wierni kościoła rzymskokatolickiego należą do parafii  Wniebowzięcia NMP w Sokołach.

## Historia
Kruszewo wzmiankowane w roku 1426. Wtedy to dziedzice Milewa sprzedają za 20 kóp, 10 łanów zwanych Lubnica nad rzeką Leśną, dziedzicom z Kruszewa. Jan, książę mazowiecki potwierdza sprzedaż i daje jeszcze 20 łanów przyległych do zakupionych.
W I Rzeczypospolitej miejscowość należała do ziemi bielskiej.
W roku 1827 w Wypychach, zwanych również Kruszewo probostwo, 11 domów i 63 mieszkańców. Pod koniec XIX w. wieś w powiecie mazowieckim, gmina i parafia Sokoły. We wsi osad 9, użytki rolne o powierzchni 132 morgów.
W 1921 r. naliczono tu 10 budynków z przeznaczeniem mieszkalnym oraz 91 mieszkańców (47 mężczyzn i 44 kobiety). Wszyscy podali narodowość polską.